# Jacques Martín
Pour les articles homonymes, voir Jacques Martin et Martin.
Jacques Martín, de Marseille, mort le 21 février 1623, est un prélat français du XVIIe siècle.

## Biographie
Jacques Martín est issu d'une famille de Marseille où son grand-père est cité comme bourgeois honorable. Il est le 3e fils de François et de Diane de Johanne, fille d'une modeste mais noble famille. Il devient très jeune religieux de l'abbaye de Saint-Victor de Marseille, où il remplit les fonctions de sacristain et de vicaire général de l'abbé commendataire de Saint-Victor, le cardinal Laurent Strozzi. Son éducation n'est pas négligée puis qu'il obtient son doctorat en droit canon. Son rôle personnel pendant la Ligue reste obscur.
En 1601 le roi Henri IV nomme à l'évêché de Senez, Hugues Dupont, archidiacre de Senez, mais celui-ci n'obtient pas de bulle de confirmation de Rome. Le roi désigne alors Jacques Martín, qui est confirmé le 22 octobre 1601 et consacré en mars 1602. Jacques est en outre prieur de Saint-Pierre. Il obtient pour coadjuteur en 1617 Louis du Chaine, évêque d' Argos (de) in partibus.

## Sources
- M.H. Fisquet, La France pontificale